# Termometr

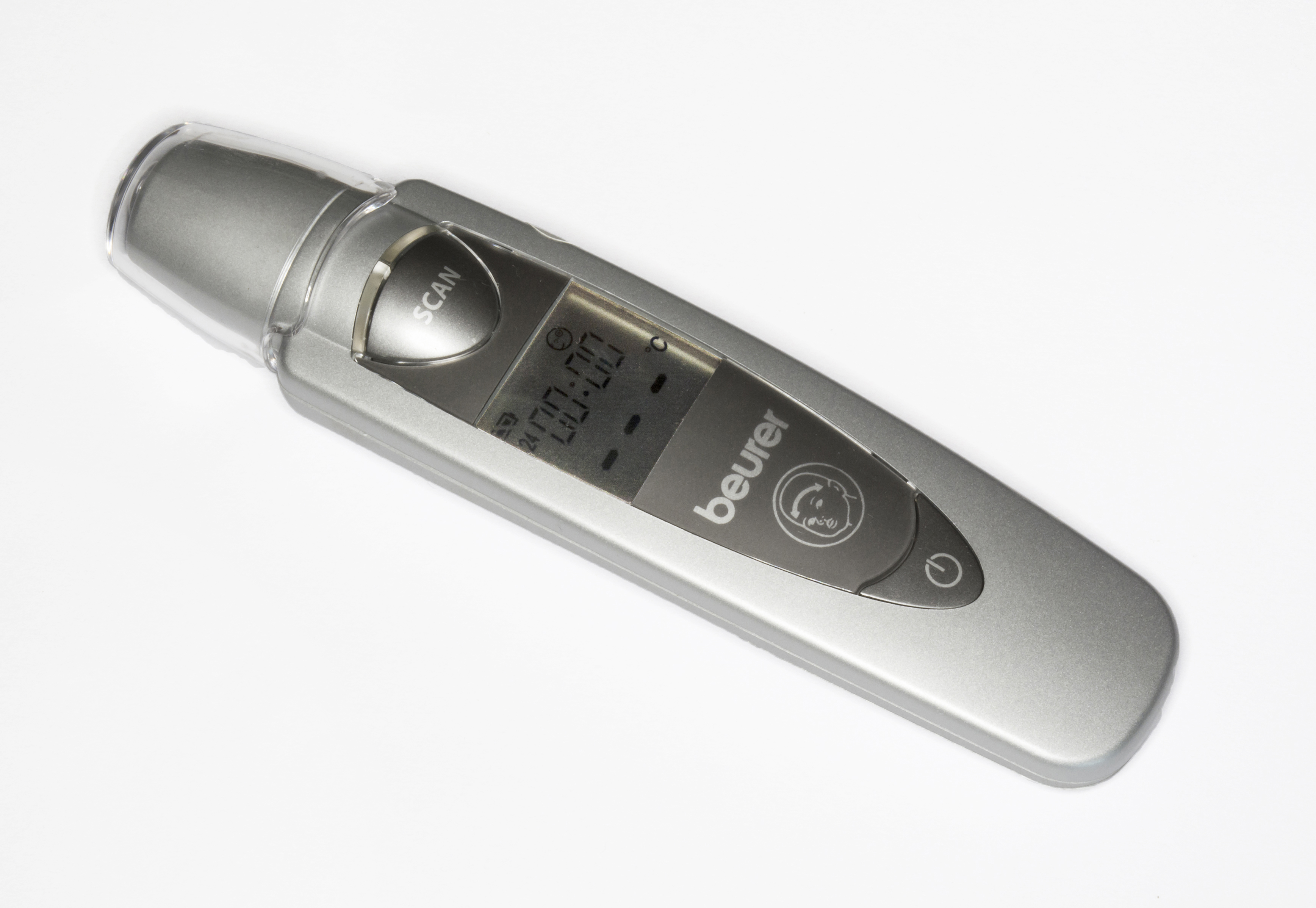
Elektroniczny termometr lekarski

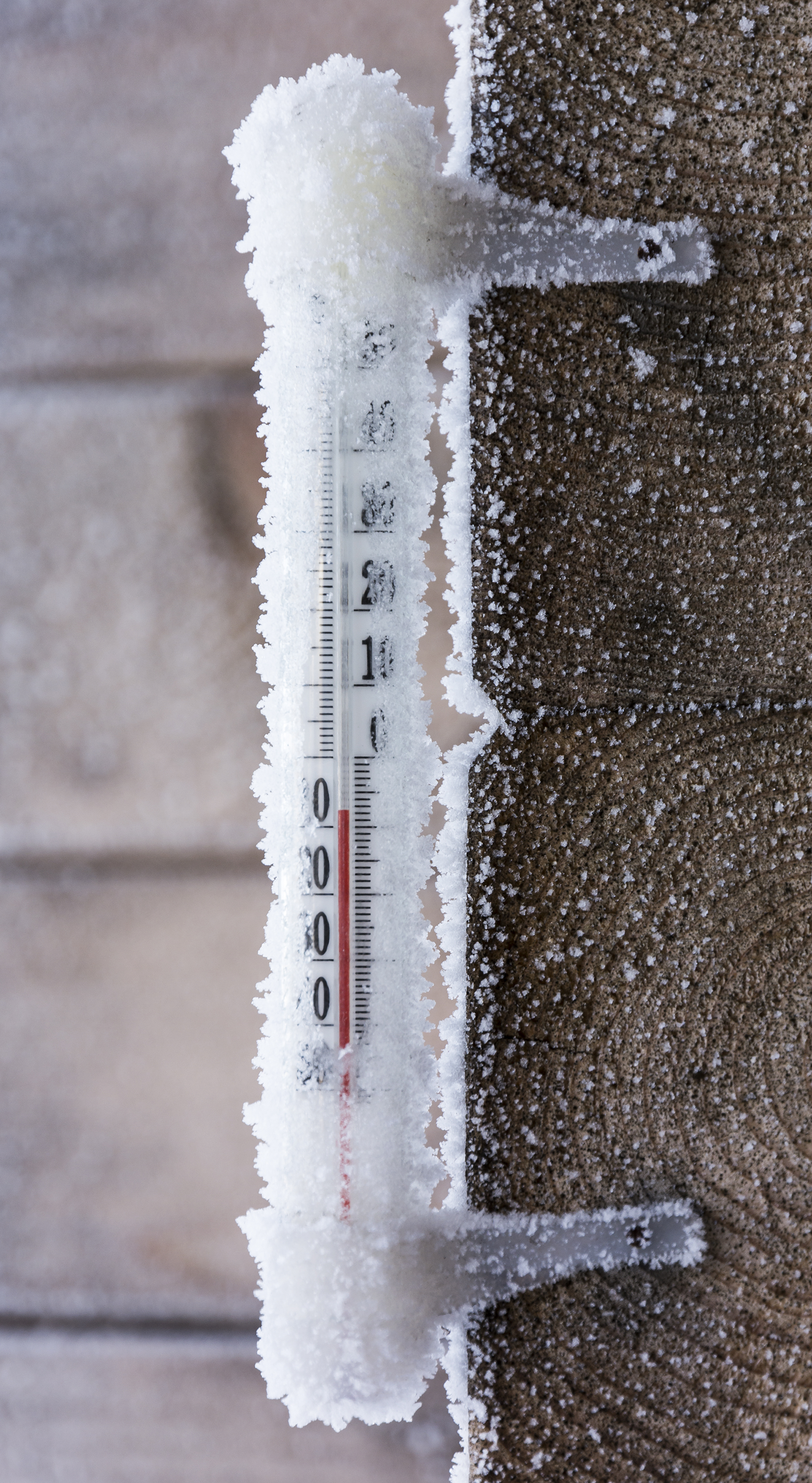
Alkoholowy termometr zaokienny

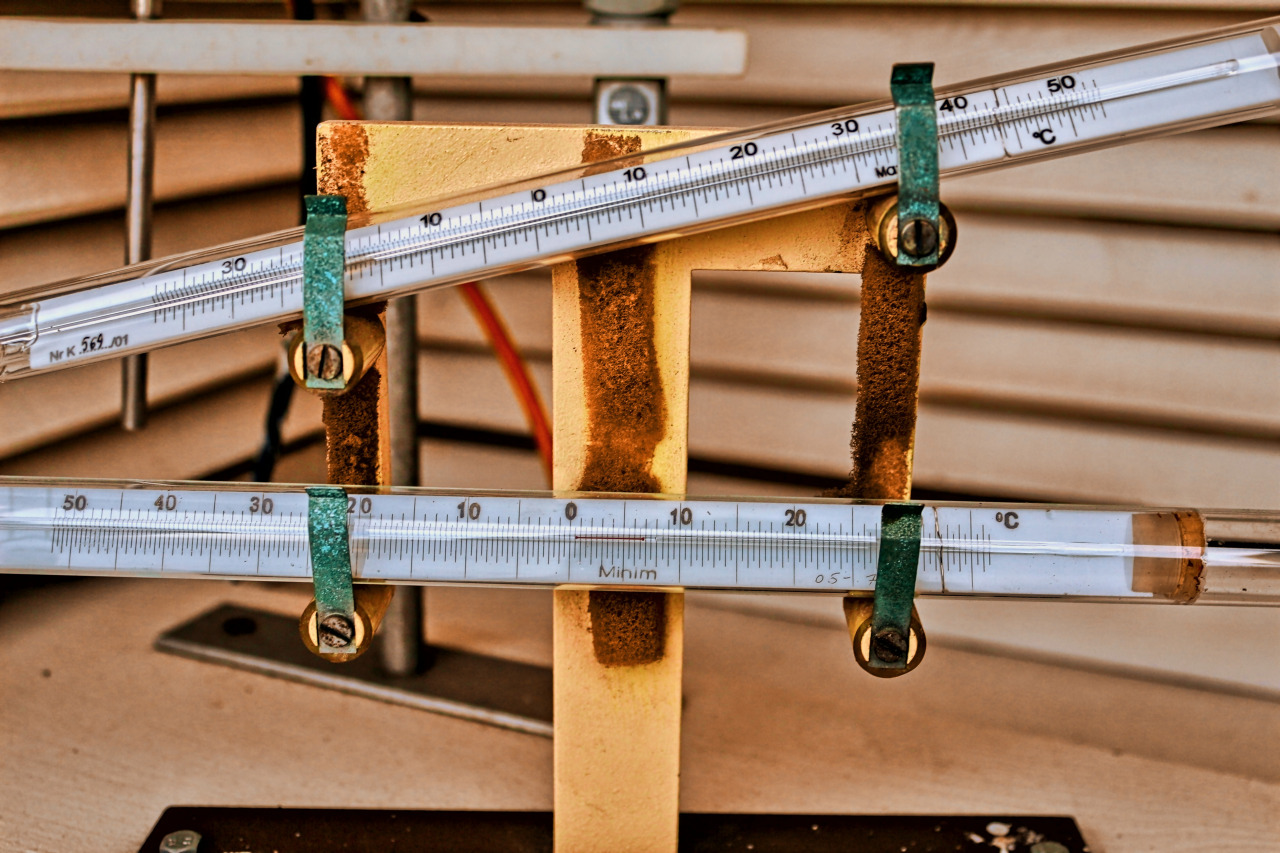
Termometr meteorologiczny, minimalno-maksymalny

Termometr – przyrząd do pomiaru temperatury metodą pośrednią, na podstawie zmiany pod wpływem temperatury właściwości termometrycznej ciała termometrycznego. Zakres mierzonych temperatur i zastosowań termometru w znacznym stopniu zależy od ciała termometrycznego i właściwości termometrycznej. Termometr może służyć do pomiaru dowolnej temperatury w określonym zakresie lub wskazywania tylko wybranych wartości temperatury (wskaźniki temperatury)

## Rodzaje termometrów

### Podział termometrów ze względu na zasadę działania
- termometr cieczowy – wykorzystuje zjawisko rozszerzalności cieplnej cieczy (przeważnie rtęci albo alkoholu):
  - termometr rtęciowy – dla temperatur od −38 °C (temp. topnienia rtęci) do +356 °C (temp. wrzenia rtęci),
  - termometr alkoholowy – dla temperatur od −70 do +120 °C; np. termometr pokojowy;
- termometr bimetalowy, w którym wykorzystuje się różnice w rozszerzalności cieplnej dwóch metali;
- termometr gazowy – czynnikiem roboczym jest gaz, mierzy się parametry gazu np. objętość przy stałym ciśnieniu lub ciśnienie przy stałej objętości;
- termometr parowy – wykorzystuje zależność ciśnienia pary nasyconej od temperatury, stosowany w termostatach np. samochodowych;
- termometr radiacyjny – działa na zasadzie pomiaru promieniowania emitowanego przez ciała (np. pirometr lub kamera termowizyjna);
- termometr elektryczny – wykorzystuje wpływ temperatury na właściwości elektryczne materiałów wykorzystywanych do budowy czujników:
  - termometr rezystancyjny – wykorzystujący zależność rezystancji metali i półprzewodników od temperatury. Materiały stosowane w tego typu czujnikach:
    - platyna,
    - brąz,
    - półprzewodniki,
    - specjalne stopy (patrz termistor),

  - termometr wykorzystujący zmianę różnicy potencjałów na stykach różnych materiałów wraz z temperaturą:
    - termoparę (termometr termoelektryczny) – wykorzystuje zjawisko Seebecka,
    - termometr półprzewodnikowy;
- termometr magnetyczny (paramagnetyczny) – do pomiaru temperatur mniejszych niż 1 kelwin.

Konstrukcja i zastosowane materiały umożliwiają stosowanie termometrów w miejscach pomiaru, gdzie występują wstrząsy, media agresywne i temperatura do 300 °C w zależności od materiału, z którego dany termometr został wykonany. Termometry półprzewodnikowe są produkowane jako układy scalone. Przykładem takiego układu są termometry DS18B20, których dokładność bez skalowania wynosi 0,5 °C a po przeskalowaniu 0,01 °C.

### Podział termometrów ze względu na przeznaczenie
- termometr lekarski – zakres temperatur: od 35 do 42 °C (termometry elektroniczne od 32 °C do 42 °C); jego odmianą jest termometr owulacyjny; są to termometry temperatury maksymalnej;
- termometr meteorologiczny – jest to zespół dwóch termometrów, maksymalnego i minimalnego;
- termometr zaokienny – zakres temperatur: od −50 do 50 °C;
- termometr pokojowy – zakres temperatur: od 0 do 40 °C;
- termometr laboratoryjny – zakres temperatur: bardzo różny (zazwyczaj od 0 do 150 °C).

## Historia

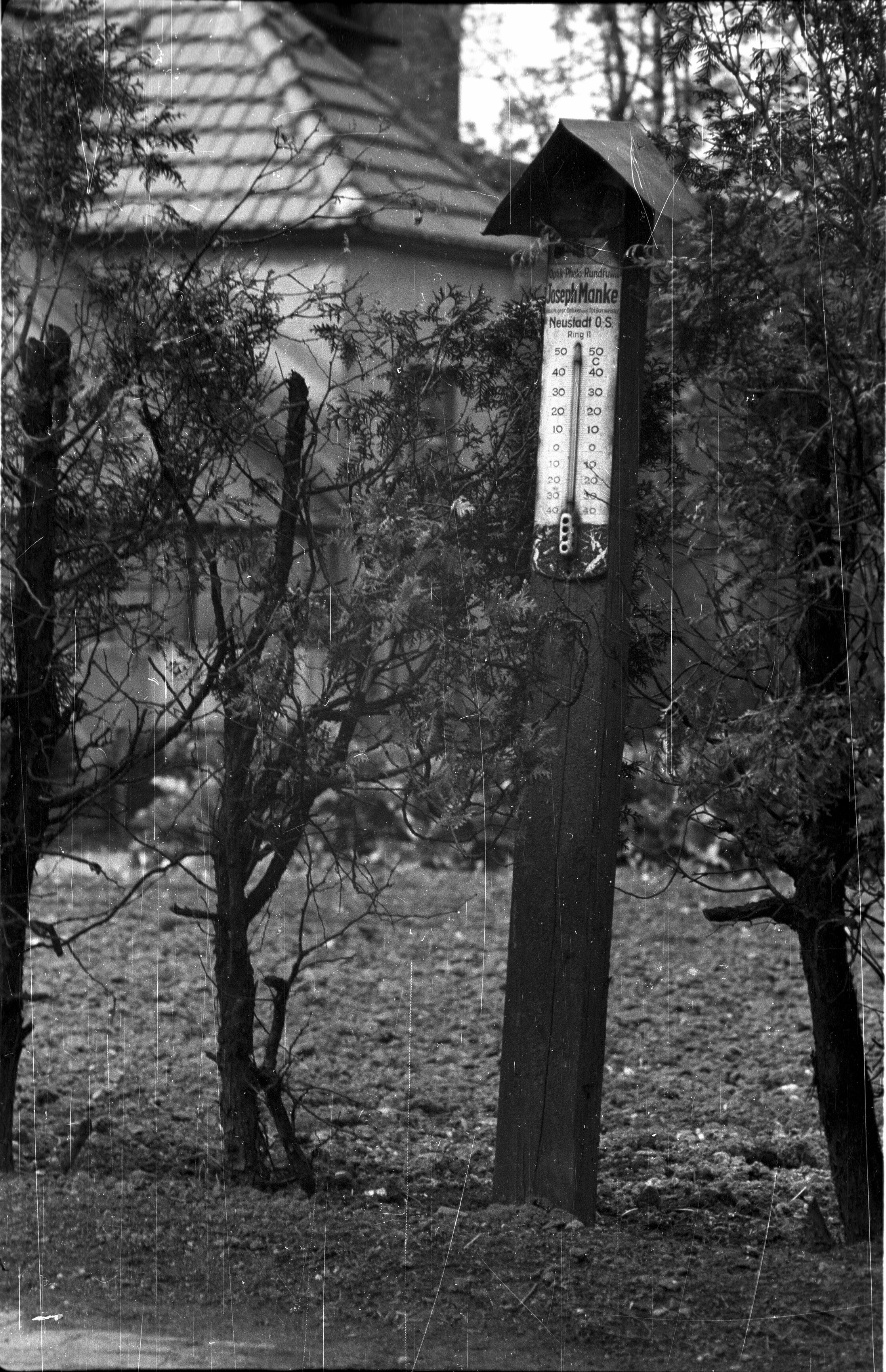
Zewnętrzny termometr z okresu międzywojennego w Prudniku

Pierwszy termometr – odmienny od znanych dziś – wynalazł w 210 roku p.n.e. grecki pisarz i mechanik – Filon z Bizancjum.
Pierwszy precyzyjny termometr powstał w XVIII w., stworzony przez Gabriela Fahrenheita.